# Ottwiller
 Ottwiller (en alemany: Ottweiler) és un municipi francès, situat a la regió del Gran Est, al departament del Baix Rin. L'any 2011 tenia 245 habitants.
Forma part del cantó d'Ingwiller, del districte de Saverne i de la Comunitat de comunes de l'Alsace Bossue.

## Demografia
| 1962 | 1968 | 1975 | 1982 | 1990 | 1999 | 2009 | 2011 |
| ---- | ---- | ---- | ---- | ---- | ---- | ---- | ---- |
| 250  | 257  | 259  | 240  | 243  | 220  | 228  | 245  |

## Administració
| Període   | Identitat      | Partit |
| --------- | -------------- | ------ |
| 1971-2014 | Gérard Sené    |        |
| 2014-2020 | Christine Burr |        |